# Kleiner-Spreewald-Park

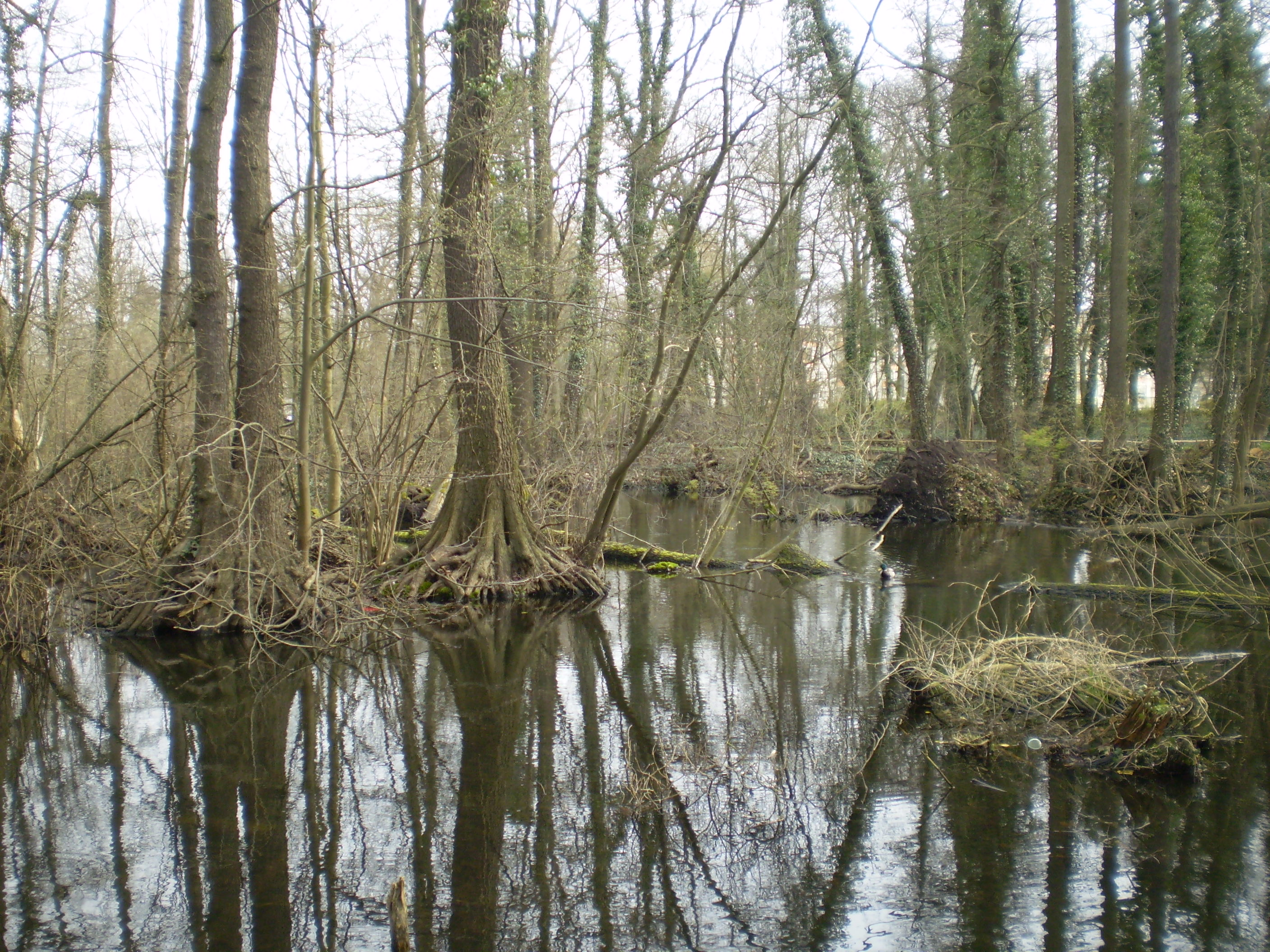
Kanalsystem

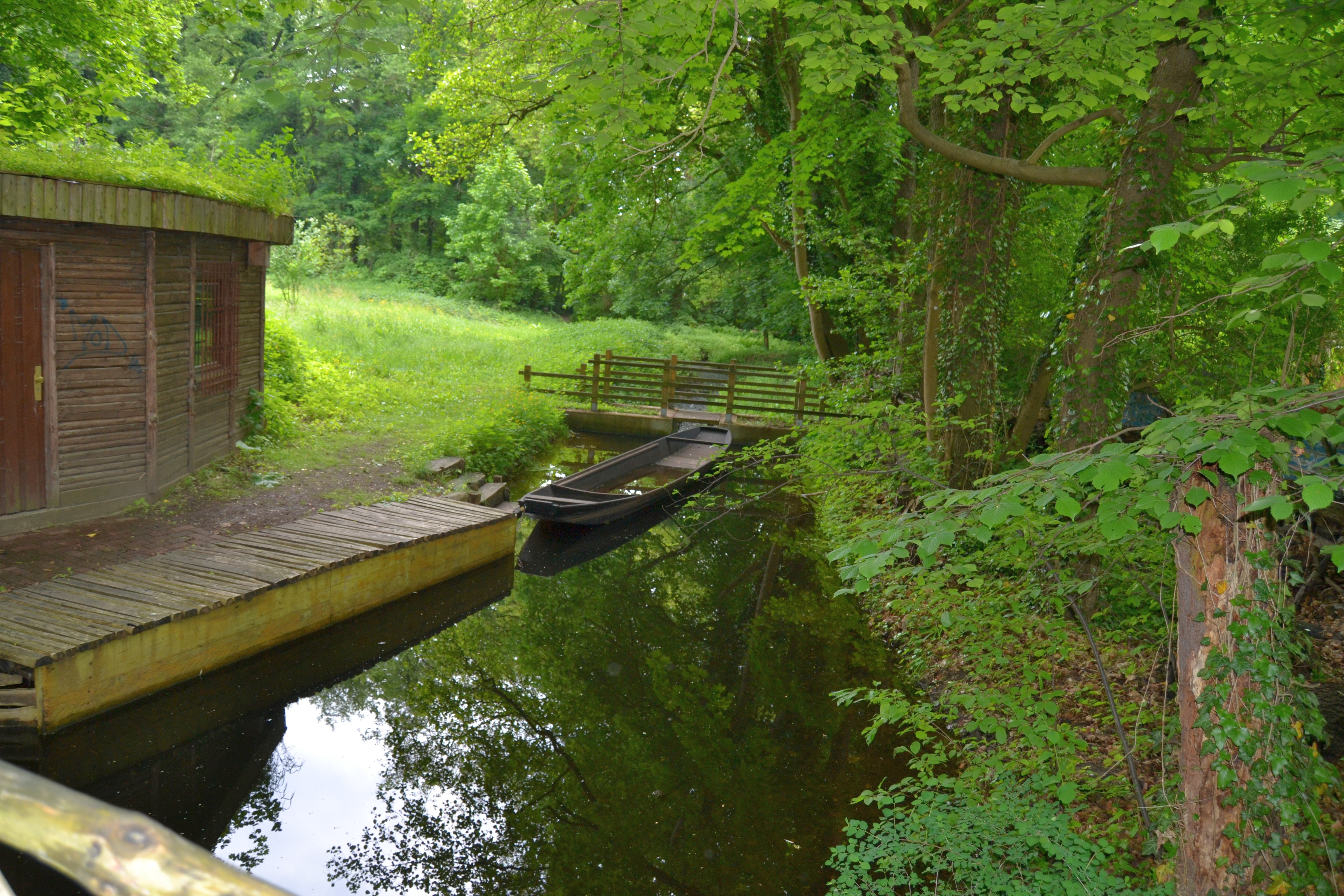
Bootssteg mit Spreewaldkahn

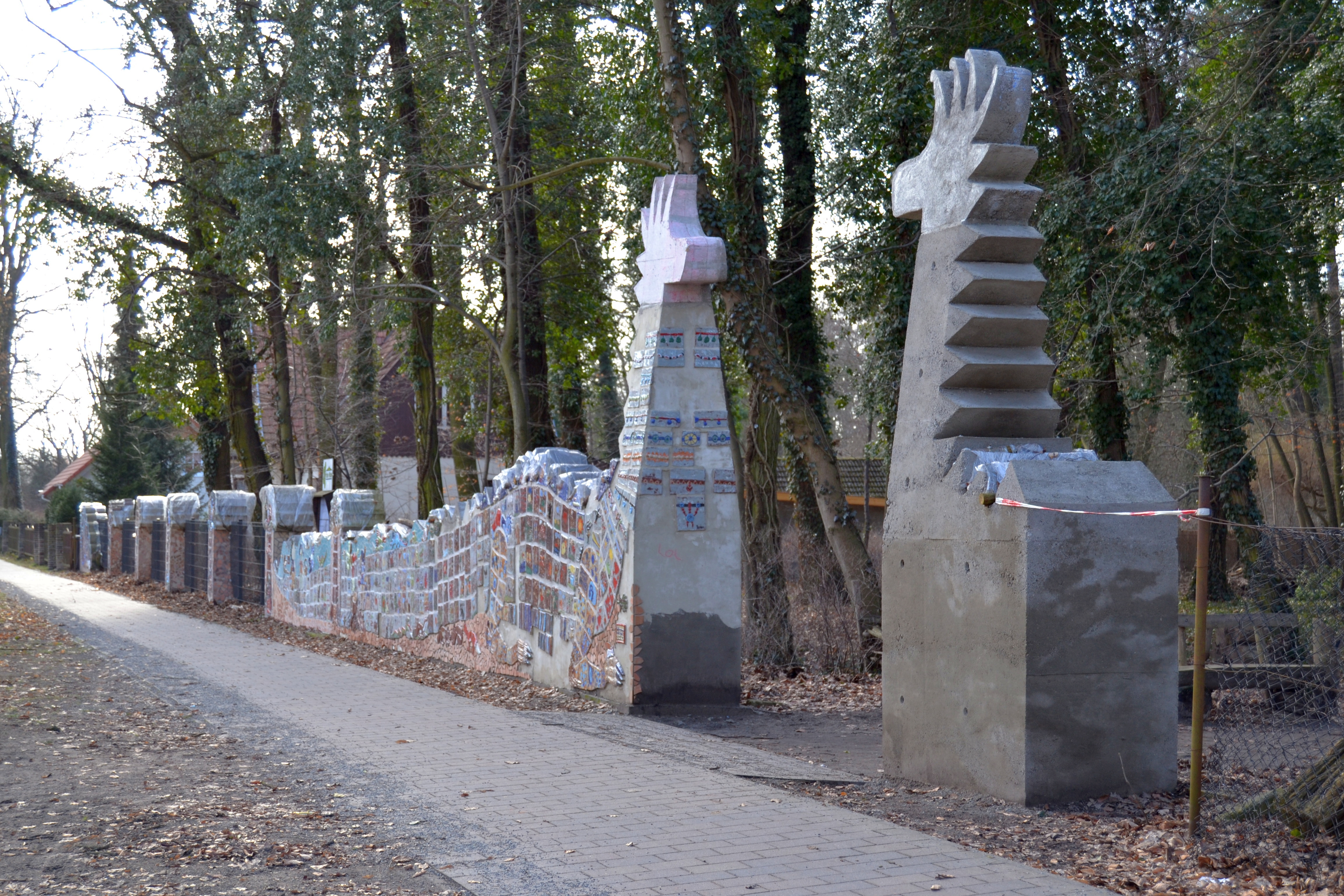
Eingang zum Kleinen Spreewald

Der Kleine Spreewald-Park – auch nur als Kleiner Spreewald bezeichnet – ist eine Freizeit- und Parkanlage in Schöneiche bei Berlin. Kleiner Spreewald nannte sich auch die Gaststätte bis 1990, die am Wochenende Treffpunkt der Blueser- oder Kundenszene wurde.

## Lage und Beschreibung
Auf einer Fläche von etwa 4,5 Hektar befinden sich mitten im Ort Schöneiche ein kleines künstliches Flusssystem und ein mit als Dinomaurier bezeichneter umfriedeter Teich mit einem Wasserspiel. Dinomaurier ist ein mit etwa 500 Keramikreliefs geschmückter Dinosaurier. Er ist 116 Meter lang und lauert auf einer Feldsteinmauer den Besuchern auf. Die Reliefs wurden von Schülern aus Schöneiche gestaltet. Der Teich war ursprünglich das Schwimmbecken eines Freibades aus den 1930ern. In den weißen Holz-Kiosken wurden bis Anfang der 1990er Jahre Eintrittskarten für das Bad verkauft. Des Weiteren gehören ein Kinderspielplatz und ein Kräuterschaugarten sowie Erlebnispfade (Wasserpfad, Kunstpfad, Pfad der Sinne und geologischer Pfad) und ein Naturlehrpfad zum Park.

## Geschichte
In den 1920er Jahren legte der Gastwirt Max Mann auf dem Grundstück seines Waldschloss ein Kanalsystem an, das aus dem Fredersdorfer Mühlenfließ gespeist wurde. Auf diesem konnte sich seine Kundschaft auf Spreewaldkähnen herumfahren lassen. Das erste entsprechende Boot hatte er selbst direkt aus dem Spreewald beschafft. Durch die nahegelegene Straßenbahn, die Schöneiche mit dem gerade nach Berlin eingemeindeten Ortsteil Berlin-Friedrichshagen verband, wurde Mann’s Kleiner Spreewald zu einem beliebten Ausflugsziel der Berliner.
1933 wurde mit dem Bau einer Freibadanlage begonnen, die schon bald darauf fertiggestellt wurde. Bis Anfang der 1990er Jahre wurde dieses Freibad betrieben. Heute gehört die Anlage zum Natur- und Erlebnispark.
Nach dem Zweiten Weltkrieg wurde die Gaststätte mit dem zugehörigen Kahnbetrieb von der Handelsorganisation (HO) der DDR betrieben. Nach dem Rückgang der Gästezahlen in den späten 1960er Jahren wurde 1972 die letzte Kahnfahrt durchgeführt. In den folgenden Jahren versumpften die Kanäle, doch die Gaststätte mit Tanzsaal wurde weitergeführt.
In den späten 1970ern bis Mitte der 1980er Jahre wurde die Gaststätte am Wochenende zu einem sehr geschätzten Treffpunkt der Blueser- oder Kundenszene, die z. T. aus ganz Ostberlin anreisten, um ihre politisch–nonkonformen Vorstellungen eines „Anderssein“ zu leben. Hier spielten u. a. so bekannte Bands wie Pankow, Karat oder auch Karussell, die mit ihren Sänger und Gitarristen „Cäsar“ Klassiker der verbotenen Band Renft wie Wer die Rose ehrt, Apfeltraum Position bezogen.
Nach der Wende wurde die Gaststätte 1990 geschlossen und die Gebäude verfielen daraufhin.
Im Jahre 1997 begannen das Naturschutzaktiv Schöneiche e. V. und die Frauengruppe Lebensart e. V. mit Planungen für eine Parkanlage auf dem leerstehenden Gelände. Zwei Jahre später konnte dann der Natur- und Erlebnispark eröffnet werden. An der Reaktivierung und Neugestaltung des Parks hat die Schöneicher Künstlerin Erika Doberstein maßgeblich mitgewirkt.
Seitdem ist der Kleine Spreewald-Park in ständiger Veränderung begriffen. Auf dem Kanalsystem finden bei entsprechendem Wasserstand wieder Kahnfahrten statt, ein Abenteuerspielplatz lädt Kinder zum Toben ein, und der Park lässt sich auf Erlebnispfaden – auch mit Führungen – erkunden (Wasserpfad, Kunstpfad, Naturlehrpfad, Pfad der Sinne, geologischer Pfad und Kräuterschaugarten).
In der Kindersommerwerkstatt des Hauses TonART ist unter der Trägerschaft des Naturschutzaktivs und unter Mitwirkung des Kleinen-Spreewald-Park-Vereins und Hunderten von Kindern aus der Umgebung die längste Freiluftgalerie als Relief-Feldsteinmauer (116 m) entstanden, die den Park östlich begrenzt. Im Jahr 2013 ist die Mauer im Projekt „Schönste Straße Deutschlands“ mit einem der zehn Preise geehrt worden.